# Pardědub
Pardědub je památný strom, který roste na břehu Labe mezi Skalicí a Skaličkou na Královéhradecku. Ke stromu a okolí se vztahuje řada pověstí podporující domněnky o dávném osídlení, které byly potvrzeny při výkopových pracích na blízkém kopci stejného jména.

## Základní údaje
- název: Pardědub
- výška: 18 m (1983)[1], 30 m (1993)[2]
- obvod: 400 cm (1983)[1], 400 cm (1993)[2]
- sanace: r. 2000[2]

Dub roste v katastru bývalé obce Skalička na příkré opukové stráni Skalka asi 50 metrů za ústím Malostranského potoka do Labe, bývá značen v mapách.

## Stav stromu a údržba
Strom roste v příkrém svahu, koruna se větví vysoko, níže na kmeni patrné rány po chybějících větvích.

## Historie a pověsti
Název Pardědub bývá odvozován od údajného dávného vlastníka dubu a pozemku, sedláka Parda. Dr. Žofák uvádí domněnku, že pojmenování mohlo být převzato ze starého označení Paradub - dubu zasvěceného pohanskému bohu Parovi - který zde v minulosti mohl stát.
Podle pověsti se zde odehrála tragédie dvou zamilovaných mladých lidí nižšího šlechtického původu. K jejich památce zde byly vysazeny dva duby. Jeden začal usychat - prý vždy v době, když České zemi hrozilo nebezpečí a vždy v tom směru, odkud hrozilo. Za třicetileté války uschnul úplně (podle jiných verzí pověsti se po válce opět zazelenal).
Další pověst mluví o zlaté kachně s dvanácti kachňátky ukrytými v kořenech stromu.

## Památné a významné stromy v okolí
- Dub Na Bahnech (v poli S od obce, 440 m západně od vodní nádrže, na vrstevnici 240 m n. m.)
- Dub Labe (na levém břehu, 330 m před soutokem s Malostranským potokem)
- Dub u starého ramene (na levém břehu naproti čističce)
- Dub U Labe (severně od obce, lokalita U Labe, 90 metrů V od břehu)
- Dub u Skalice u Smiřic (finalista Strom roku 2004)
- Jasan u Číbuze